# Stojan Župljanin
Stojan Župljanin (serbiska: Стојан Жупљанин), född 28 september 1951 i Maslovare i Kotor Varoš, är av en av Haagtribunalen misstänkt bosnienserbisk krigsförbrytare. Han efterlystes 1999 av den Internationella krigsförbrytartribunalen för forna Jugoslavien i Haag. Han misstänks för krigsbrott begångna mot civila bosnienkroater och bosniaker i Bosnien-Hercegovina under 1990-talets inbördeskrig.
Han greps i juni 2008 i Serbien och utlämnades till ICTY.